# Вольфганг Паулі
Во́льфганг Е́рнст Па́улі (нім. Wolfgang Ernst Pauli; 25 квітня 1900, Відень — 15 грудня 1958, Цюрих) — фізик-теоретик ХХ сторіччя, один з піонерів квантової фізики. Лауреат Нобелівської премії присудженої йому за відкриття принципу виключення, який було названо його ім'ям.

## Наукові досягнення
Паулі зробив багато важливих наукових відкриттів, особливо у галузі квантової механіки. Він рідко публікував свої статті, надаючи перевагу листуванню з колегами, особливо з Нільсом Бором та Вернером Гейзенбергом, з котрими дуже товаришував. Багато його ідей і результатів ніколи не були опубліковані і з'являлись тільки у його листах, які часто передавались далі і копіювались. Паулі, судячи з усього, мало турбувало те, що по причині малого числа публікації більша частина його роботи була майже не знайома громадськості.
У 1924 Паулі запропонував новий ступінь вільності, квантове число з двома можливими значеннями, з метою розв'язати неузгодженість між експериментальними молекулярними спектрами та теорією квантової механіки. Він сформулював принцип виключення Паулі, згідно з яким два електрони не можуть перебувати в одному квантовому стані, що характеризується 4 квантовими числами, включаючи його нововведене квантове число. Цей ступінь свободи був у 1925 р. ідентифікований Г. Уленбеком і C. Гоудсмітом як спін електрона.
У 1926 році, незабаром після опублікування Гейзенбергом матричної теорії сучасної квантової механіки, Паулі використав цю теорію для розрахунку спектру атома водню. Результат послугував суттєвим доводом для признання теорії Гейзенберга.
Паулі вводить матриці Паулі — матриці розмірності 2 × 2, як базис для операторів спіну. Існує думка, що ця робота вплинула на Дірака у процесі створення рівняння Дірака для релятивістського електрона. Але Дірак наголосив, що він ввів такі самі матриці незалежно, без впливу Паулі.
У 1930 році Паулі постулює нейтрино. Він усвідомив, що при бета-розпаді нейтрона на протон і електрон закони збереження енергії та імпульсу виконуються тільки за умови випромінення ще однієї, раніше невідомої частинки. У 1934 році Енріко Фермі включив частинку, яку назвав нейтрино в свою теорію бета-розпаду. Існування нейтрино вперше було експериментально підтверджене у 1956 році Фредеріком Райнесом і Клайдом Кованом, два з половиною роки до смерті Паулі. Отримавши новину, він відповів телеграмою: «Дякую за повідомлення. Все приходить до того, хто вміє чекати. Паулі.»
У 1940 році Паулі довів теорему спін-статистики, згідно з якою частинки з нецілочисленим спіном — ферміони, а з цілочисленим спіном — бозони.
У 1949 він опублікував статтю про регуляризацію Паулі-Вілларса, у якій ішлося про важливість ренормування, або видалення полюсів з квантової теорії поля.

## Особисті якості
В області фізики Паулі був відомим перфекціоністом. Разом з цим він не обмежувався лише своїми роботами, але і безжально критикував помилки колег. Він став «совістю фізики», часто відгукувався про роботи як про «зовсім неправильні», або коментував приблизно так: «Це не тільки не правильно, це навіть не дотягує до помилкового!».
Існує анекдот про те, як Гейзенберг написав Паулі про свою нову теорію. У відповідь він отримав лист, в якому був намальований квадрат з поміткою «Я можу малювати як Тиціан». Знизу маленькими буквами було дописано: «Не вистачає тільки деталей».
У Відні Паулі навчався в федеральній гімназії № 19. Його однокласником був майбутній лауреат нобелівської премії з хімії Ріхард Кун. Також розповідають, що якось на уроці фізики вчитель зробив на дошці помилку, котру не зміг знайти навіть після довгих пошуків і у відчаї вигукнув: «Паулі, ну скажіть нарешті, де помилка. Ви ж мабуть давно її знайшли.»

## Особисте життя
У травні 1929 Паулі відлучився від католицької церкви. У грудні того ж року одружився з Кете Маргарете Деппнер (Käthe Margarethe Deppner). Шлюб був нещасливим і закінчився розлученням у 1930 році. Паулі одружився знову у 1934 з Францізкою Бертрам (Franziska Bertram). Дітей не мали.

## Науковий гумор
Вольфганг Паулі був теоретиком від голови до п'ят. Вважалося, що його не можна впускати в експериментальну лабораторію. Щоразу, коли він туди заходив, щось виходило з ладу. Цей феномен назвали ефектом Паулі. Розповідають, проте, що одного разу в одній лабораторії в якомусь місті стався вибух, хоча туди не заходив Паулі. У результаті прискіпливого дослідження на світ божий виплив факт, що Паулі того дня проїздив через те місто.
Вперше зустрівшись з Паулі, Еренфест зауважив: «Ваші статті мені подобаються більше, ніж ви самі», на що Паулі випалив: «А мені ви подобаєтеся більше, ніж ваші статті». Еренфест і Паулі стали добрими друзями.